# John Gunther
John Gunther, född den 30 augusti 1901 i Chicago, död den 29 maj 1970, var en amerikansk journalist och författare, framgångsrik på 1940- och 50-talen med en serie populära sociopolitiska arbeten kallade ”insidan”-böckerna.

## Biografi
Gunther växte upp i norra delen av Chicago och 1922 tog han en fil. kand.-examen i filosofi vid University of Chicago, där han också var redaktör för universitetets elevtidning.
Han arbetade en tid som reporter för Chicago Daily News, men slutade snart och flyttade till Europa. Han fick där en plats på Daily News londonkontor, där han svarade för bevakningen av Europa och Mellanöstern.
Efter framgång med Inside-böckerna i slutet av 1930-talet slutade Gunther vid tidningen för att på heltid ägna sig åt sitt författarskap. Han arbetade dock under andra världskriget som krigskorrespondent i Europa.

### Författarskap
Böckerna i ”Inside”-serien, som gjorde Gunther berömd var kontinentala undersökningar. För varje bok gjorde han omfattande resor i det aktuella området och redovisade sina tolkningar av det han sett, baserat på intervjuer med ledande personer och med ”vanligt folk” med tonvikt på ekonomiska och politiska förhållanden.
Boken Inom Europa (1936) blev mycket framgångsrik när den publicerades, och fångade allmänhetens intresse, just som när tre totalitära diktatorer intog scenen. Hitler, Mussolini och Stalin kom ju senare också att på ett genomgripande sätt påverka utvecklingen i världen.
Förutom den "Inside"-serien, skrev Gunther åtta romaner och tre biografier, främst Bright Nemesis, The Troubled Midnight, Roosevelt in Retrospect (publicerad år 1950) och Eisenhower, en biografi över den berömde generalen (1952), det år Dwight D. Eisenhower valdes till president. Dessutom publicerade han flera böcker för unga läsare, bland annat en biografi om Alexander den store år 1953, och Möt Sovjetryssland, och två anpassade volymer av Inside Russia Today 1962.

## Svenska översättningar
- Europa, en häxkittel (Inside Europe) (Wahlström & Widstrand, 1936)
- Bakom Asiens murar (översättning av Vanja Lantz) (Wahlström & Widstrand, 1939)
- Kamp med döden: roman (Death be not proud) (översättning Sven Stolpe) (Norlin, 1949)
- Eisenhower: mannen och symbolen (Eisenhower: the man and the symbol) (översättning Arne Hägglund) (Wahlström & Widstrand, 1952)
- Alexander den store (Alexander the great) (översättning Eva Håkanson) (Natur och kultur,1956)
- Afrika vaknar (Inside Africa) (översättning Olof Starkenberg) (Wahlström & Widstrand, 1956-1957)
- Ryssland av idag (Inside Russia today) (översättning Olof Starkenberg) (Wahlström & Widstrand, 1958)
- Europa av i dag (Inside Europe today) (översättning Olof Starkenberg) (Wahlström & Widstrand, 1962)
- Caesar (Julius Caesar) (översättning Karin och Gunnar Gårdhammar) (Lindblad, 1964)